# Roland Krmaschek
Roland Krmaschek (* 24. Januar 1969 in der Tschechoslowakei) ist ein tschechischer und deutscher Tischtennisspieler. Er spielte in der Bundesliga und gewann 1991 bei Deutschen Meisterschaften der Erwachsenen eine Silbermedaille im Doppel.

## Werdegang
Roland Krmaschek wurde in der Tschechoslowakei in der Nähe von Ostrava geboren, wo er mit dem Tischtennissport begann. Krmaschek ist Abwehrspieler. 1988 übersiedelte er nach Deutschland und schloss sich dem Bundesligisten TTC Grenzau an. In dieser Zeit erhielt er auch einen bundesdeutschen Pass. 1989 holte er bei den Deutsche Meisterschaften der Junioren Silber im Einzel und Bronze im Doppel mit Andreas Gehm. In den 1990er Jahren spielte bei mehreren Vereinen in der 1. und 2. Bundesliga. Mit dem VfB Lübeck gewann er 1992 und 1994 den ETTU Cup. International trat er auch weiterhin für die Tschechoslowakei  an, etwa bei der Europameisterschaft 1994. Zweimal verhalf er Teams um Aufstieg in die 1. Bundesliga: 1997 wurde er mit TTK Würzburg Meister der 2. Bundesliga Süd, 2000 wiederholte er dies mit BTW Bünde in der 2. BL Nord.
Zu seinen größeren Erfolgen zählt der Einzug ins Endspiel im Doppel mit Dietmar Palmi bei den Deutschen Meisterschaften der Erwachsenen 1991.